# 卡瓦尼亞斯 (拉巴斯省)
卡瓦尼亞斯（西班牙語：Cabañas），是洪都拉斯的城鎮，位於該國西南部，由拉巴斯省負責管轄，始建於1897年3月9日，面積155.6平方公里，海拔高度1,847米，2001年人口2,291，人口密度每平方公里14.72人。
14°3′0″N 88°0′0″W / 14.05000°N 88.00000°W